# Ophioglossum gregarium
Ophioglossum gregarium là một loài dương xỉ trong họ Ophioglossaceae. Loài này được Christ mô tả khoa học đầu tiên năm 1909.
Danh pháp khoa học của loài này chưa được làm sáng tỏ. 